# Русский тяжеловоз
Русский тяжеловоз, или русская тяжеловозная — порода тяжеловозных лошадей.

## Характеристики
Русские тяжеловозы обычно невысоки и мускулисты, с густыми гривами и хвостами, с небольшой оброслостью ног. Эта порода известна своими превосходными тягловыми качествами при перевозке грузов благодаря коротким ногам. Шея у русских тяжеловозов толстая, с хорошо выраженным гребнем. Темперамент покорный. Лошади подвижные и энергичные, хороши для работы в неровных местностях. Неприхотливы, устойчивы к холоду и способны тянуть больший вес (по отношению к массе собственного тела), чем любые другие породы, выведенные в Советском Союзе. Эти лошади достигают физической зрелости раньше, чем другие лошади. Жеребцы-производители обычно высотой 150 см в холке.

## История
Формировалась в конце XIX — начале XX века путём поглотительного скрещивания русских пород упряжных лошадей и бельгийских арденов, в результате которого качества последних стали преобладать. Порода лошадей «Русский тяжеловоз» была официально зарегистрирована в 1952 году. Она была получена скрещиванием русских кобыл с полукровными породами и тяжеловозами, такими как орловский рысак, першерон, а также с арденнами (эта порода завезена в Россию из Бельгии в XIX веке). 
Русские тяжеловозы использовались как улучшатели других пород сельскохозяйственного направления. 
Имеет преимущество перед остальными российскими тяжеловозными породами в том, что некрупные (до 150 см в холке) и нетребовательные к содержанию лошади сохраняют массивность, силу и выносливость. Пользуются большим спросом на всей территории России, на Украине и в других государствах бывшего советского союза. Иногда до сих пор встречается прежнее наименование лошадей этой породы — русские ардены. 
Кобылы этой породы также отличаются высокой молочной продуктивностью; кобылье молоко используется для приготовления ферментированного молочного напитка (кумыса). 
Записи о скрещивании и другая информация хранятся во Всероссийском научно-исследовательском институте коневодства.